# South Africa International 2009
Die South Africa International 2009 im Badminton fanden vom 13. bis zum 15. Dezember 2009 statt.

## Sieger und Platzierte
| Disziplin    | Gold                            | Silber                                    | Bronze                             |
| ------------ | ------------------------------- | ----------------------------------------- | ---------------------------------- |
| Herreneinzel | Ali Shahhosseini                | Mohammadreza Kheradmani                   | Alistair Casey                     |
| Herreneinzel | Ali Shahhosseini                | Mohammadreza Kheradmani                   | Mohammadreza Khanjani              |
| Dameneinzel  | Michelle Edwards                | Negin Amiripour                           | Karen Foo Kune                     |
| Dameneinzel  | Michelle Edwards                | Negin Amiripour                           | Kerry-Lee Harrington               |
| Herrendoppel | Dorian James Willem Viljoen     | Mohammadreza Kheradmani Ali Shahhosseini  | Roelof Dednam Raymond Ronne        |
| Herrendoppel | Dorian James Willem Viljoen     | Mohammadreza Kheradmani Ali Shahhosseini  | Sahir Edoo Yoni Louison            |
| Damendoppel  | Michelle Edwards Annari Viljoen | Negin Amiripour Nejatzadeh-Sahar Zamanian | Chantal Botts Kerry-Lee Harrington |
| Damendoppel  | Michelle Edwards Annari Viljoen | Negin Amiripour Nejatzadeh-Sahar Zamanian | Stacey Doubell Jade Morgan         |
| Mixed        | Dorian James Michelle Edwards   | Willem Viljoen Jade Morgan                | Enrico James Stacey Doubell        |
| Mixed        | Dorian James Michelle Edwards   | Willem Viljoen Jade Morgan                | Raymond Ronne Annari Viljoen       |